# Dela davno minuvšich dnej
Dela davno minuvšich dnej (Дела давно минувших дней…) è un film del 1972 diretto da Vladimir Markovič Šredel'.

## Trama
Gli agenti della sicurezza dello Stato stanno indagando sull'omicidio di un famoso antiquario che ha lasciato una notevole quantità di capitale in una banca svizzera per i bisogni dell'Impero russo. Il problema principale è che sono passati 46 anni dal crimine.